# Bystra (Beskid Sądecki)
Bystra (558 m) – szczyt w Paśmie Jaworzyny w Beskidzie Sądeckim. Znajduje się w bocznym grzbiecie odbiegającym od głównej grani tego pasma w południowo-zachodnim kierunku i oddzielającym dolinę Głęboczanki od doliny Jaworzyny. W grzbiecie tym kolejno z południa na północ znajdują się: Bystra (520 m), Dermanowski Wierch (562 m), Cycówka (593 m) Skała (773 m) i Zadnie Góry (814, 831,  968 m). 
Nazwa szczytu pochodzi od tego, że ma bystre stoki, od południowo-zachodniej strony stromo podcięte przez Poprad. Wznosi się nad miejscowościami Głębokie i Kokuszka. Wierzchołek jest zalesiony, ale dolną część stoków zajmują zabudowania i pola uprawne tych miejscowości. Stoki Bystrej opadają do doliny Popradu i do doliny Jaworzyny. Jarem pomiędzy Bystrą a Dermanowskim Wierchem spływają do Popradu 2 niewielkie potoki.
Przez Bystrą nie prowadzi żaden szlak turystyczny. Jej podnóżami, wzdłuż Popradu prowadzi rowerowy szlak turystyczny z Rytra do Piwnicznej-Zdroju.